# Изгой (альбом)
«Изго́й» — тринадцатый студийный альбом российской рок-группы «Алиса». Записывался, сводился, проходил мастеринг с января по май 2005 года. В продаже появился в октябре.
«Изгой» — это первый диск, записанный в новом составе: покинувших группу гитариста Андрея Шаталина и барабанщика Михаила Нефёдова заменили Игорь Романов и Андрей Вдовиченко. В 2008 году Константин Кинчев назвал этот состав золотым.
Альбому предшествовал сингл «Синий предел», в который вошли песни: «Изгой», «Ночь» (песня группы «Пикник») и «Синий предел». В будущий альбом была включена только первая композиция.
Это один из самых тяжёлых альбомов «Алисы», созданный с уклоном в ню-метал. Над «Изгоем» работали немецкие звукорежиссёры, с одним из которых группа уже имела опыт работы — над предыдущим альбомом «Сейчас позднее, чем ты думаешь».
На песню «Рок-н-ролл крест» был снят видеоклип, также есть ролики на песни «Звери» и «Крещение».

## Изменения в составе
В конце ноября 2003 года группу «Алиса» покинули гитарист Андрей Шаталин и барабанщик Михаил Нефёдов. Причину своего ухода они не разглашали, а Константин Кинчев сказал, что музыканты оповестили его о своём решении через администрацию, и вопрос о том, что сподвигло их принять такое решение, нужно задавать им.
Михаил Нефёдов стал участником группы Вадима Курылёва «Электрические партизаны», а Андрей Шаталин занялся электронной музыкой, и в 2007 году вышел его сольный альбом «8 Мелодий Для Электрического Пианино».
Известно, что Константин Кинчев поддерживал отношения с бывшими соратниками по группе.
На их место пригласили Андрея Вдовиченко и Игоря Романова, которые в то время играли в группе «НЭП». До своего прихода в «Алису» участником этой группы был и гитарист Евгений Лёвин. По словам Константина Кинчева, после обновления состава «жизнь в группе, тлевшая долгие годы, обрела новое дыхание», а «музыканты стали жадно репетировать с утра до ночи, и, что очень важно, делали это с радостью».
Андрей Вдовиченко ранее играл в группах «Корчагин и Сыновья» и «Лунофобия», а Игорь Романов был гитаристом в группах «Союз» и «Земляне», а также выпустил несколько сольных альбомов со своим трио «Romanoff».
Константин Кинчев остался очень доволен новым составом и в эфире передачи на «Радио 7» 17 ноября 2008 года назвал его золотым. Он сказал, что благодаря Андрею Вдовиченко ритм-секция зазвучала так, как она должна звучать, а Петра Самойлова он давно не видел таким счастливым.
В 2008 году на пресс-конференции, организованной газетой «Аргументы и факты» Константину Кинчеву задали вопрос: чем было обусловлено приглашения Игоря Романова в «Алису», и он ответил, «что Игорь Евгеньевич — гитарист-виртуоз, каких в нашем отечественном роке по пальцам руки можно пересчитать, то есть один из лучших гитаристов вообще в стране». Также он добавил, что по манере, по звуку и даже визуально Романов очень близок к Игорю Чумычкину, и что придя в вакуум, который остался после погибшего музыканта, он смог его напитать.
Первое выступление в обновлённом составе состоялось 17 января 2004 года в Санкт-Петербурге в клубе Старый Дом.

## История создания
В конце января 2005 года группа «Алиса» приступила к записи альбома «Изгой». Для работы над альбомом были приглашены немецкие звукорежиссёры: Джэм (принявший участие в сведении альбома «Сейчас позднее, чем ты думаешь») и Дэйв, ранее работавшие с группами Guano Apes, Rammstein и U2.
Вначале «Алиса» работала над демозаписью, которая была отправлена в Германию. После этого немецкие звукорежиссёры приехали в Санкт-Петербург, где в студии «Добролёт» контролировали запись.
Для того чтобы добиться взаимопонимания, для них были сделаны карточки с надписями на латинице: «ещё раз», «хорошо», «очень хорошо», «пи…ц», «г…но» и «пора пить кофе», но последние две почти не использовались. Немецкие звукорежиссёры очень серьёзно относились к своей задаче, а Джем, посетив концерт группы в Кёльне, попросил сделать для него переводы текстов, чтобы понимать, о чём поётся в каждой песне.
Музыканты «Алисы» работали с огромной отдачей: иногда Константин Кинчев заканчивал прописывать свои партии к шести часам утра. Причём с самого начала записи Константин не мог громко разговаривать и общался со всеми тихим голосом.
Евгений Лёвин был переводчиком с немецкого на русский и наоборот, и после пяти дней он уже не мог нормально говорить. Андрей Вдовиченко играл очень чётко, что облегчило процесс записи Петру Самойлову. Игорь Романов очень тщательно относился к своим партиям и был готов переиграть их, даже когда этого не требовалось. Иногда даже приходилось его притормаживать, чтобы альбом не состоял из одних его соло. Дмитрий Парфёнов подготовился к записи ещё до её начала: он записал свои партии дома и в студии лишь следил за процессом. Работа над альбомом велась очень кропотливо и тщательно, и на концерте «Изгой» в Санкт-Петербурге 6 февраля 2005 года Константин Кинчев сказал, что участники группы «опухли сидеть в студии», и поблагодарил публику за «тот огонь, который она дала» во время выступления.
Сводился альбом в Германии: вначале в Кёльне в студии «Topaz», а потом в Дюссельдорфе в «Skayline tonfabrik». Был сведён в апреле. В июле группа определилась с издателем — им стал Real Records. В октябре «Изгой» появился в продаже.

## Сингл
Альбому «Изгой» предшествовал сингл «Синий предел», который Real Records выпустил 6 сентября 2005 года.
Первой песней на сингле стал «Изгой», который не только вошёл в будущий альбом, но и дал ему название.
Вторая — «Ночь» — это кавер-версия песни группы «Пикник». История этой песни такова: клавишнику «Алисы» Дмитрию Парфёнову было сделано предложение создать альбом ремиксов песен группы «Пикник».
Когда запись уже подходила к концу, появилась мысль задействовать в альбоме Константина Кинчева, и он согласился. Выбранная песня «Ночь» вошла бонус-треком в проект группы «Пикник» под названием «Египетские Ночи» и в сингл группы «Алиса».
Третья песня сингла — «Синий предел». Алексей Рыбников обратился к Константину Кинчеву с предложением о совместной работе. Константин мог выбрать понравившееся ему музыкальное произведение, и он остановился на музыке в кинофильму «Остров сокровищ». Лидер группы «Алиса» добавил в песню свой вариант куплета и припева и придумал текст.
Также в сингл включён видеобонус — запись песни «Антихрист» с концерта «Мы вместе 20 лет».
На обложке «Синего предела» изображён корабль, попавший в бурю; небо затянуто чёрными тучами, идёт ливень.
В правом верхнем углу расположено название группы и сингла, исполненные в чёрном цвете. С другой стороны буклета к диску корабль находится уже вдалеке и идёт по ровной глади воды. Внутренняя часть двухстраничного буклета представляет собой фотографию группы, которая была сделана Валерием Потаповым, и расписание концертного тура «Изгой».

## Список композиций
Ещё за год до официального выхода альбома группа «Алиса» на концертах исполняла песни, которые позже вошли в него.
Все тексты написаны Константином Кинчевым, вся музыка написана Константином Кинчевым, за исключением отмеченного.
| №   | Название                                              | Длительность |
| --- | ----------------------------------------------------- | ------------ |
| 1.  | «Моя война»                                           | 4:25         |
| 2.  | «Изгой»                                               | 4:15         |
| 3.  | «Звезда по имени Рок»                                 | 4:14         |
| 4.  | «Чёрный» (музыка: Константин Кинчев, Евгений Лёвин)   | 4:10         |
| 5.  | «Солнце — Иерусалим»                                  | 9:32         |
| 6.  | «Слово»                                               | 4:26         |
| 7.  | «Бойся, проси и верь!»                                | 3:20         |
| 8.  | «Звери»                                               | 4:19         |
| 9.  | «Rock-n-roll крест»                                   | 4:47         |
| 10. | «Крещение» (музыка: Игорь Романов, Константин Кинчев) | 5:35         |

- Моя война была написана 14 января 2004 года в Санкт-Петербурге. Константин Кинчев о песне: «Я вижу свою ущербность, несостоятельность. Очень много есть, над чем работать человеку, — и гордыня, и тщеславие, это связано с моей профессией напрямую. Очень много вещей, бороться с которыми нужно всю оставшуюся жизнь»[19].

В интервью «Российской газете» он сказал, что одно из четверостиший композиции было написано, когда ему сверлили зубы. Во время исполнения песни на концертах в её завершающей части Константин Кинчев выставляет в сторону руку, согнутую в локте, и при этом его кисть образует козу. Произнося «жизнь», он поднимает её вверх, а когда говорит «смерть» опускает вниз. Между этими словами остальные участники группы поют: «моя война», а заканчивается песня победой «жизни» и поднятой вверх рукой.
- Изгой появился на свет 29 декабря 2003 года в Москве, Покровке. Константин Кинчев рассказал, какой смысл он вкладывал в песню: «Если говорить о песне, то она о Спасителе. А если говорить вообще, то про всех тех, кто строит свою жизнь, идя против течения. Потому что по течению идёт только дохлая рыба»[14]. Отвечая на вопрос: «Вы симпатизируете изгоям? Что вас в них привлекает?», лидер группы «Алиса» сказал так: «Изгой — это осознанный выбор человека. Это уже позиция. Человек, который ради своей позиции готов поступиться некими благами, ничего, кроме уважения, вызывать не может, даже если его взгляды не созвучны нашему мировоззрению»[20].

Также в одном из интервью Константин Кинчев сказал, что весь альбом «Изгой» о всех тех, кто сделал осознанный выбор, пытаясь строить свою жизнь по образу и подобию Спасителя, что сам принадлежит к таким людям, и поэтому дерзнул появиться на обложке.
- Звезда по имени Рок была написана 27 октября 2004 года в Москве, Покровке.

Это песня о той путеводной звезде, которая руководит движением «Алисы», и, изменив которой, можно потерять себя, просто фактом приспособления и угодничества во имя сиюминутности и сомнительной популярности.

- Чёрный был написан 22 июня 2004 года в Сабо. В передаче «Восьмая нота» ведущий начал говорить о том, что в музыке конца 1990-х годов присутствовал протест, и Константин Кинчев предложил ему послушать альбом «Изгой», который по его словам «весь состоит из протеста против врага, который живёт внутри». Также он сказал, что в песне «Чёрный» «всё разложено», и она — «протестище», если уж говорить на эту тему.
- Солнце-Иерусалим была написана 21 декабря 2003 года в Москве, на Покровке. Константин Кинчев назвал её главной песней альбома, вокруг которой собираются все остальные[7]. Также он пояснил, что эта песня написана о Горнем Иерусалиме, то есть о Царствии Небесном[21].
- Слово была написана 27 августа 2004 года.

«Слово» из тех произведений, которые «втаскивают». Медленная, суровая раскачка на шесть четвертей. То ли вальс, то ли блюз… Это если говорить о музыке. Текст жёсткий, без интонационных окрасок, производит впечатление надвигающейся грозы, когда уже темно, где-то вдали грохочет, и все наполнено ожиданием.

- Из всех песен, вошедших в альбом, Бойся, проси и верь была написана первой. Это произошло 7 июля 2003 года в Кёльне на сведении альбома «Сейчас позднее, чем ты думаешь»[7]. В конце концерта в клубе "Старый дом" 13 августа 2003 года перед тем как впервые исполнить песню под гитару, Константин Кинчев попросил отпустить его после премьеры, потому что он приехал на выступление прямо из больницы, где ему чистили ухо, которое несмотря на это продолжало сильно болеть.

Текст песни является антитезой тюремной поговорке «Не верь, не бойся, не проси».
- Звери была написана 6 сентября 2004 года как реакция на события в Беслане[13]. После концерта в Пскове, на котором произошёл инцидент с ОМОНом, Константин Кинчев ехал на машине со своей женой, и в это время играла композиция группы Rammstein[22]. Александра Панфилова стала проговаривать в такт музыке: «Звери! Они — не люди!». Через несколько дней случилась трагедия в Беслане, и Константин Кинчев написал эту песню.

Песня в изначальной версии завершалась строчкой «Зверя лечит только отстрел». В альбомной версии музыканты заменили её на «Цепь да клетка зверю в удел», побоявшись, что текст будет воспринят как побуждение слушателя к агрессивным действиям. Тем не менее, на концертах исполняется старая версия.
- Rock-n-roll крест был написан 11 июня 2004 года в Сабо. Первое исполнение песни в акустике - 14 июля 2004 года на концерте в Кронштадте.

На концерте «Изгой», который прошёл в Санкт-Петербурге 6 февраля 2005 года Константин Кинчев сказал, что группа включит записи с этого выступления в альбом, и попросил публику поддержать его во время исполнения этой песни. В завершающей части композиции в альбоме звучит фраза «Rock-n-roll крест», которую пели зрители.
На песню был снят видеоклип, съёмки которого проходили 5 сентября 2005 года в Киеве в недостроенном Ледовом дворце.
Для нового ролика была выстроена сцена и привезено много пиротехники. За два дня до начала съёмок был объявлен набор на роль зрителей. Ими стали 300 участников «Армии Алиса».
- Музыка к песне Крещение написана гитаристом Игорем Романовым и Константином Кинчевым. В начале и в завершении композиции звучит колокольный звон. Сложная вокальная партия, требующая негромкого и проникновенного пения, заставила «помучаться» с записью песни[15].

На юбилейном концерте «25 в „Алисе“, 35 в рок-н-ролле, 50 на земле» 22 ноября 2008 года в Санкт-Петербурге, список исполняемых композиций которого был составлен отбором одной-двух песен из каждого альбома, из «Изгоя» были сыграны «Моя война» и «Изгой».

## Исполнители
- Константин Кинчев — вокал;
- Пётр Самойлов — бас, вокал;
- Евгений Лёвин — гитары;
- Игорь Романов — гитары;
- Андрей Вдовиченко — барабаны;
- Дмитрий «Ослик» Парфёнов — клавишные, программирование, эдиты, комп, колокола (10);
- Юрий Шлапаков — звук;
- Константин «Коха» Шустарёв — весь бэк-вокал.

## Обложка
При оформлении обложки использовалась шрифтовая, исключительно лаконичная концепция, которую предложил Константин Кинчев.
В центре обложки расположено слово «Изгой», чуть ниже и более маленьким шрифтом написано имя группы. Начертания исполнены «узким, колючим интересным шрифтом». Обложка выполнена в чёрном и медном цветах.
Также существует другой вариант оформления для упрощённых изданий, где описанный выше эскиз наложен на фотографию Константина Кинчева на фоне деревьев. Фотография была сделана Валерием Потаповым. Цветовая гамма обложки осталась такой же, как и в первом варианте.

## Издания
В настоящий момент существует два CD релиза альбома, издателем которых стал Real Records (Москва). Основной тираж первого выпуска был изготовлен на заводе RMG Company. В диск вложен 32-страничный буклет и плакат.
В 2009 году Real Records переиздал 17 номерных альбомов «Алисы» в большом картонном боксе, в том числе и «Изгой». Издание в формате Digipack дополнено бонус-треками из концертных альбомов.
В 2014 году «Изгой» переиздан Bomba Music на грампластинке, тираж напечатан в Германии.

## Критика
Константин Кинчев, сравнивая альбом с предыдущим, назвал его более жёстким и более личным. Он также сказал, что в «Сейчас позднее, чем ты думаешь» «делился мыслями о судьбах родины», а в Изгое «представлены скорее переживания по поводу внутренней войны».
На момент выхода альбома Константин считал его наиболее удачным по звуку и был им доволен:

В этой пластинке предпринята попытка совместить на первый взгляд несовместимые вещи — в этом, по-моему, и заключается творчество. Рок — это в принципе синтез искусств. Удалось ли нам, судить уважаемой публике. Но я доволен этой работой. Другое дело, что жанр нью-метал достаточно узкий, поэтому сравнений с другими коллективами не избежать. При желании там можно услышать Clawfinger, Rammstein. Clawfinger даже слышнее: на «Live Like A Man» похожа «Моя война». Я не скажу, чтобы один в один, но именно прослушивание Clawfinger подтолкнуло меня на использование такого риффа. Но, в отличие от этих шведов, мы оставляем в альбоме место и для мелодичных композиций — на «Изгое» есть целых две баллады. И слова у нас слышны — каждое.

Также «Изгой» считается одним из самых тяжёлых альбомов группы «Алиса».
В пресс-релизе к альбому написано, что «сочетание русской пронзительной безудержности с „немецким порядком“ и профессионализмом во всем, в том числе и в работе над звуком, дало вполне ожидаемый „Алисой“ результат — гармонию эмоции и рацио».
Б. Барабанов в статье газеты «Коммерсант» писал, что по его мнению тексты альбома «Изгой», получились более личными, философскими и мирными, чем на «Сейчас позднее, чем ты думаешь», но музыкальная составляющая снова обращена скорее к физиологии, нежели к мозгам и душам.
Елизавета Пекленкова в статье «Своим путём» сказала о том, что «пластинка создана по „фирменному“ алисовскому рецепту — жёсткая гитарная музыка, крепкие философские тексты».
Надежда Прусенкова в статье «Новой газеты» писала, «что последнюю пару лет „Алиса“ радует поклонников сбитым, качественным звуком немецких саунд-продюсеров, что группа довела звучание до весьма приличного европейского уровня ню-метал, появились электронные синтезаторы, всевозможные компьютерные примочки, старые вещи получили новое звучание».
Она уточнила, что «в жёстких, рублёных гитарных рифах то и дело проскакивают приветы от „Rammstein“ и „Clawfinger“, но это скорее творческое наследие, нежели прямой плагиат». Сравнивая альбом с предыдущим, она сказала, что он получился менее нотационным и жёстким, более сдержанным и философским.